# ミッシングピース (芸能事務所)
合同会社ミッシングピース（英: MissingPiece Inc.）は、日本の芸能事務所。所在地は、東京都千代田区永田町。

## 概要
2016年9月、芸能プロダクション、合同会社ミッシングピースとして、業務を開始。

## 主な所属
- 鳥谷宏之
- 池田香織
- 浅野令子
- イワゴウサトシ
- 岸田研二
- 大政凜
- 鎌倉梓
- 丸山奈緒
- 多田昌史
- 萬歳光恵
- 三浦萌
- 吉田芽吹
- 渡会久美子
- 浅井映里香
- 岡崎ゆう
- 長谷川直紀
- 武田祐一
- 小林大斗
- 宮崎隼人
- 出井景梧
- 川端康太
- 早瀬マミ
- 若松俐歩
- 藤谷明日香
- 山崎丹奈
- 高橋恭子
- 高森由里子